# Maarten Camps
M.R.P.M. (Maarten) Camps (Rijswijk (ZH), 15 augustus 1964) is een Nederlands topambtenaar en sinds september 2020 voorzitter van de raad van bestuur van het Uitvoeringsinstituut Werknemersverzekeringen (UWV). Daarvoor was hij vanaf augustus 2013 secretaris-generaal van het ministerie van Economische Zaken.

## Loopbaan
Camps studeerde economie aan de Katholieke Universiteit Brabant en Universiteit van Exeter (Verenigd Koninkrijk). Hij begon zijn carrière als ambtenaar in 1991 bij het ministerie van Financiën, waar hij het tot plaatsvervangend directeur Algemene Financiële en Economische Politiek zou schoppen (2000-2002), voor hij de overstap maakte naar het ministerie van Sociale Zaken en Werkgelegenheid, waar hij uiteindelijk directeur-generaal Werk zou worden (2008-2013). Tijdens zijn periode op Sociale Zaken was hij tevens enige tijd voorzitter van het Europese Employment Committee (EMCO, werkgelegenheidscomité). In die periode stelde hij ook dat de Belastingdienst toch de volledige toeslag dient terug te vorderen, in het geval dat niet aan de wet is voldaan, wat een rol speelde in de toeslagenaffaire.
In 2013 werd hij benoemd tot secretaris-generaal op het ministerie van Economische Zaken als opvolger van Chris Buijink. Hij zocht de media op met zijn inspanningen voor een gelijker speelveld tussen zzp'ers en werknemers en riep politici op om ook te kijken naar niet-kwantificeerbare economische impact, vooral waar het innovatie betreft.
In 2020 werd Camps voorzitter van de raad van bestuur van het Uitvoeringsorgaan Werknemersverzekeringen (UWV). Hij volgde daar Fred Paling op, die na de maximale termijn van twee keer vijf jaar afscheid nam.

## Voetnoten en referenties
1. ↑  Ministerie van Binnenlandse Zaken en Koninkrijksrelaties, Maarten Camps voorzitter Raad van Bestuur UWV - Nieuwsbericht - Algemene Bestuursdienst. www.algemenebestuursdienst.nl (7 februari 2020). Gearchiveerd op 9 november 2020. Geraadpleegd op 9 november 2020.
2. ↑  Ministerie van Binnenlandse Zaken en Koninkrijksrelaties, drs. M.R.P.M. (Maarten) Camps. www.algemenebestuursdienst.nl. Geraadpleegd op 22 juni 2017.
3. 1 2  Drs. M.R.P.M. (Maarten) Camps. www.parlement.com. Gearchiveerd op 1 december 2022. Geraadpleegd op 22 juni 2017.
4. 1 2  Louis Hoeks, Camps hoogste ambtenaar Economische Zaken. fd.nl (7 juni 2013). Gearchiveerd op 28 oktober 2020. Geraadpleegd op 22 juni 2017.
5. ↑  (en) NCSC. www.ncsc.nl. Geraadpleegd op 22 juni 2017.
6. ↑  Hardvochtige wet. Decorrespondent.nl. Geraadpleegd op 27 december 2020.
7. ↑  Ministerie van Economische Zaken, Benoeming secretaris-generaal van het ministerie van Economische Zaken. www.rijksoverheid.nl. Geraadpleegd op 22 juni 2017.
8. ↑  Archief pagina :: EenVandaag. www.destemmin.eenvandaag.nl. Geraadpleegd op 22 juni 2017.
9. ↑  ‘Hou proef met verzekering voor alle zzp’ers in Nederland’. nrc.nl. Gearchiveerd op 20 januari 2022. Geraadpleegd op 22 juni 2017.
10. ↑  Ministerie van Economische Zaken, Camps: Economisch beleidsdebat is te beperkt. www.rijksoverheid.nl. Geraadpleegd op 22 juni 2017.
11. ↑  CBS, ‘De toekomstige groei van ons land moet van innovatie komen’. www.cbs.nl. Gearchiveerd op 18 juli 2019. Geraadpleegd op 22 juni 2017.